# 히로시마현도 제24호선
히로시마현도 제24호 후추 조게 선(일본어: 広島県道24号府中上下線)은 히로시마현 후추시 지이시초에서 조게초 이나가까지 총 연장 21.05 km의 거리를 가진 주요 지방도이자 현도이다.

## 노선 정보
- 기점 : 후추시 지이시초/지이시 교차로 (국도 제486호선과 교차)
- 종점 : 후추시 조게초 이나가/야다타 교차로 (국도 제432호선[1]의 교점)
- 총 연장 : 21.05 km
- 실제 연장 : 총 연장과 동일함.

## 지리
- 통과하는 지자체 : 후추시
- 교차하는 도로 : 다음과 같음
  - 국도 제486호선
  - 국도 제432호선
  - 히로시마현도 제56호선
  - 히로시마현도 제421호선
  - 히로시마현도 제402호선
  - 히로시마현도 제420호선
  - 히로시마현도 제388호선 (계획 노선)
  - 히로시마현도 제25호선 (432번 국도와 중복)
- 연선 : JR 후쿠엔 선 나카하타역
- 자연 경관 : 아시다강